# 瓦尔马约尔
瓦尔马约尔是葡萄牙阿威罗区的一个堂区。总面积17.85平方公里，总人口2022人，人口密度113.3人/平方公里。